# Riu Lao
El Lao (en llatí Laus o Laos i abans Lainus, en grec antic Λᾶος) és un riu d'Itàlia. Antigament es deia Laüs.
Neix als Apenins Lucans, a Basilicata, on a la seva part alta és conegut amb el nom de Mercure, i desemboca a la mar Tirrena, prop de Scalea, a Calàbria. Plini el Vell, Estrabó i Claudi Ptolemeu diuen que era el límit entre Lucània i el Brútium. A la seva desembocadura es troba la ciutat de Laüs.